# Сладолед с мастикс
Сладоледът с мастикс е често срещан в Турция (на турски: Maraş dondurması ‒ марашки сладолед или дондурма), Гърция (на гръцки: καϊμάκι – каймаки) и в Близкия изток (на арабски: بُوظَة. ‒ буоза). Обикновено съдържа мляко, захар, брашно салеп и смолата мастикс.

## Производство
Салепа е брашно, което се произвежда от грудката на орхидеи от видовете Orchis mascula. Той е естествен сгъстител, който повишава еластичността на сладоледа и устойчивостта на топене. Тъй като салепът може да бъде труден за намиране, някои автори на рецепти го заменят с царевично нишесте.
Мастиксът, който е смола от дървото Pistacia lentiscus, придава специфичния вкус на сладоледа, аромат и лепкавост. Най-добрият мастикс се добива на гръцкия остров Хиос.

## Особености

### Турция
Турският сладолед е известен в света като дондурма, което на турски означава сладолед. Той се е появил около град Кахраманмараш, Югоизточна Турция, и затова се нарича още марашки сладолед. Понякога се налага да се използват ножове и вилици по време на консумация.
Дондурмата може да се гарнира, например с шамфастък, какао, плодове.
Дондурмата е и много популярна в менюто на турските ресторанти по света.

### Гърция
Гръцкият сладолед (каймаки) обикновено има по-добър вкус заради високото качество на смолата. Има лепкава текстура заради салепа и бял цвят.
Обикновено се сервира със сироп от вишна и печени бадеми.

### Близкия изток
Сладоледът буоза е распространен в арабските страни на Близкия изток. Буозата е много лепкав, заради което се топи по-бавно в горещите дни.
Най-традиционният вкус на буоза е от каща или аща (на арабски: قشطة) – съсирена сметана (крема сирене), често ароматизирана с портокалов цвят и розова вода. Стандартните съставки включват също плодове, шоколад и ядки.
В последните години се наблюдава кулинарна експанзия на буоза в САЩ.